# Hungria nos Jogos Paralímpicos de Verão de 1996
Hungria participou dos Jogos Paralímpicos de Verão de 1996, que foram realizados na cidade de Atlanta, nos Estados Unidos, entre os dias 16 e 25 de agosto de 1996.